# Calamochrous acutellus
Calamochrous acutellus là một loài bướm đêm trong họ Crambidae.